# Bultbräde
Bultbräde eller bultbräda är en leksak där man ska slå ner bultar av plast eller trä genom ett bräde med hjälp av en trä- eller gummiklubba och sedan vända på brädet för att börja om på nytt. Det finns även en variant som man inte vänder på, utan där en annan bult automatiskt kommer upp när en bult är nedslagen.
Leksaken som introducerades 1957 har bland annat det pedagogiska syftet att öva barnets koncentration och träna koordination mellan hand och öga. Ett sådant bräde spelar en viktig roll i Erlend Loes roman Naiv. Super.